# Associazione Sportiva Fanfulla 1952-1953
Questa voce raccoglie le informazioni riguardanti l'Associazione Sportiva Fanfulla nelle competizioni ufficiali della stagione 1952-1953.

## Stagione
La stagione 1952-53 di Serie B ha promosso il Genoa che ha vinto il campionato con 44 punti, ed il Legnano che a Firenze ha battuto il Catania (4-1) nello spareggio per il secondo posto. Il Fanfulla con 30 punti si è salvato, mentre retrocedono in Serie C Siracusa e Lucchese.

## Rosa
| N. |                   | Ruolo | Calciatore          |
| -- | ----------------- | ----- | ------------------- |
|    | Italia (bandiera) | D     | Mario Antozzi       |
|    | Italia (bandiera) | D     | Franco Baucè        |
|    | Italia (bandiera) | D     | Mido Bimbi          |
|    | Italia (bandiera) | A     | Armando Carta       |
|    | Italia (bandiera) | D     | Mario Castellazzi   |
|    | Italia (bandiera) | A     | Natale Dalcerri     |
|    | Italia (bandiera) | C     | Giuseppe Gaggiotti  |
|    | Italia (bandiera) | A     | Luigi Genero        |
|    | Italia (bandiera) | P     | Guido Visco Gilardi |

| N. |                   | Ruolo | Calciatore      |
| -- | ----------------- | ----- | --------------- |
|    | Italia (bandiera) | A     | Guido Macor     |
|    | Italia (bandiera) | C     | Piero Maronati  |
|    | Italia (bandiera) | A     | Spartaco Moneta |
|    | Italia (bandiera) | A     | Attilio Quadri  |
|    | Italia (bandiera) | C     | Ercole Rabitti  |
|    | Italia (bandiera) | C     | Franco Russi    |
|    | Italia (bandiera) | P     | Riccardo Toros  |
|    | Italia (bandiera) | D     | Renato Verdelli |
|    | Italia (bandiera) | A     | Alvaro Zian     |

## Risultati

### Serie B

#### Girone di andata
| 14 settembre 1952 1ª giornata | Fanfulla | 2 – 2 | Cagliari |  |

| 21 settembre 1952 2ª giornata | Fanfulla | 2 – 1 | Verona |  |

| 7 dicembre 1997 3ª giornata | Messina | 4 – 1 | Fanfulla |  |

| 5 ottobre 1952 4ª giornata | Siracusa | 1 – 1 | Fanfulla |  |

| 7 gennaio 1968 5ª giornata | Fanfulla | 2 – 2 | Marzotto Valdagno |  |

| 19 ottobre 1952 6ª giornata | Lucchese | 1 – 1 | Fanfulla |  |

| 14 settembre 1947 7ª giornata | Fanfulla | 2 – 1 | Legnano |  |

| 21 ottobre 1962 8ª giornata | Treviso | 1 – 1 | Fanfulla |  |

| 16 novembre 1952 9ª giornata | Fanfulla | 2 – 0 | Padova |  |

| 23 novembre 1952 10ª giornata | Fanfulla | 2 – 0 | Brescia |  |

| 30 novembre 1952 11ª giornata | Piombino | 2 – 0 | Fanfulla |  |

| 7 dicembre 1952 12ª giornata | Vicenza | 2 – 0 | Fanfulla |  |

| 14 dicembre 1952 13ª giornata | Fanfulla | 3 – 0 | Monza |  |

| 21 dicembre 1952 14ª giornata | Catania | 3 – 2 | Fanfulla |  |

| 7 gennaio 1996 15ª giornata | Fanfulla | 1 – 1 | Genoa |  |

| 11 gennaio 1953 16ª giornata | Salernitana | 1 – 1 | Fanfulla |  |

| 18 gennaio 1953 17ª giornata | Fanfulla | 2 – 1 | Modena |  |

#### Girone di ritorno
| 25 gennaio 1953 18ª giornata | Cagliari | 2 – 1 | Fanfulla |  |

| 1º febbraio 1953 19ª giornata | Verona | 1 – 1 | Fanfulla |  |

| 8 febbraio 1953 20ª giornata | Fanfulla | 0 – 1 | Messina |  |

| 15 febbraio 1953 21ª giornata | Fanfulla | 6 – 0 | Siracusa |  |

| 22 febbraio 1953 22ª giornata | Marzotto Valdagno | 3 – 2 | Fanfulla |  |

| 1º marzo 1953 23ª giornata | Fanfulla | 0 – 0 | Lucchese |  |

| 8 marzo 1953 24ª giornata | Legnano | 2 – 0 | Fanfulla |  |

| 15 marzo 1953 25ª giornata | Fanfulla | 1 – 2 | Treviso |  |

| 22 marzo 1953 26ª giornata | Padova | 1 – 0 | Fanfulla |  |

| 29 marzo 1953 27ª giornata | Brescia | 1 – 0 | Fanfulla |  |

| 5 aprile 1953 28ª giornata | Fanfulla | 2 – 1 | Piombino |  |

| 12 aprile 1953 29ª giornata | Fanfulla | 3 – 2 | Vicenza |  |

| 19 aprile 1953 30ª giornata | Monza | 3 – 2 | Fanfulla |  |

| 3 maggio 1953 31ª giornata | Fanfulla | 0 – 0 | Catania |  |

| 10 maggio 1953 32ª giornata | Genoa | 1 – 0 | Fanfulla |  |

| 24 maggio 1953 33ª giornata | Fanfulla | 3 – 0 | Salernitana |  |

| 31 maggio 1953 34ª giornata | Modena | 3 – 1 | Fanfulla |  |

## Statistiche

### Statistiche di squadra
| Competizione | Punti | In casa | In casa | In casa | In casa | In casa | In casa | In trasferta | In trasferta | In trasferta | In trasferta | In trasferta | In trasferta | Totale | Totale | Totale | Totale | Totale | Totale | DR |
| Competizione | Punti | G       | V       | N       | P       | Gf      | Gs      | G            | V            | N            | P            | Gf           | Gs           | G      | V      | N      | P      | Gf     | Gs     | DR |
| ------------ | ----- | ------- | ------- | ------- | ------- | ------- | ------- | ------------ | ------------ | ------------ | ------------ | ------------ | ------------ | ------ | ------ | ------ | ------ | ------ | ------ | -- |
| Serie B      | 30    | 17      | 10      | 5       | 2       | 33      | 14      | 17           | 0            | 5            | 12           | 14           | 32           | 34     | 10     | 10     | 14     | 47     | 46     | +1 |

### Statistiche dei giocatori
| Giocatore        | Serie B  | Serie B |
| Giocatore        | Presenze | Reti    |
| ---------------- | -------- | ------- |
| M. Antozzi       | 33       | 0       |
| F. Baucè         | 33       | 0       |
| M. Bimbi         | 20       | 0       |
| A. Carta         | 5        | 0       |
| M. Castellazzi   | 31       | 0       |
| N. Dalcerri      | 33       | 7       |
| G. Gaggiotti     | 26       | 2       |
| L. Genero        | 26       | 3       |
| G. Macor         | 26       | 2       |
| P. Maronati      | 33       | 2       |
| S. Moneta        | 4        | 1       |
| A. Quadri        | 6        | 0       |
| E. Rabitti       | 29       | 6       |
| F. Russi         | 2        | 0       |
| R. Toros         | 6        | -11     |
| G. Visco Gilardi | 28       | -35     |
| A. Zian          | 33       | 19      |